# Tylomyinae
Tylomyinae — підродина мишоподібних гризунів родини Хом'якові (Cricetidae). Підродина містить 10 видів, що поширені у Центральній Америці, один вид трапляється в Колумбії та Еквадорі.

## Класифікація
- Підродина Tylomyinae
  - Триба Nyctomyini
    - Рід Otonyctomys
      - Otonyctomys hatti

    - Рід Nyctomys
      - Nyctomys sumichrasti

  - Триба Tylomyini
    - Рід Tylomys
      - Tylomys bullaris
      - Tylomys fulviventer
      - Tylomys mirae
      - Tylomys nudicaudus
      - Tylomys panamensis
      - Tylomys tumbalensis
      - Tylomys watsoni

    - Рід Ototylomys
      - Ototylomys phyllotis